# Caves Llopart
Llopart és una empresa familiar de viticultors establerta a Subirats que elabora vi blanc, vi rosat i escumós Corpinnat.

## Història
El primer document que conserva la família és del 7 de gener del 1385, quan Bernat Llopart va rebre la cessió d'unes vinyes. No obstant, va ser el 1887, quan Pere Massana va començar a etiquetar el seu cava amb el nom de la casa familiar de Subirats, Llopart. La família disposa de 95 hectàrees de vinya.
Des del 2016 aquestes caves formen part dels programes per donar a conèixer Catalunya de Barcelona Turisme i de l'Agència Catalana de Turisme i ofereixen visites guiades a la masia.
El 2017 se li va concedir la Creu de Sant Jordi per la qualitat dels seus productes i la voluntat d'innovació constant.